# Riverdale (Virginia)
Riverdale es un lugar designado por el censo del condado de Halifax, Virginia, Estados Unidos. Según el censo de 2020, tiene una población de 949 habitantes.
Es parte del municipio de South Boston.

## Demografía
Según el censo de 2020, el 69.86% de los habitantes son blancos, el 20.76% son afroamericanos, el 0.63% son amerindios, el 0.32% son asiáticos, el 5.06% son de otras razas y el 3.37% son de una mezcla de razas. Del total de la población, el 6.74% son hispanos o latinos de cualquier raza.